# Мирчук, Иван
Иван Иванович Мирчук (18 июня 1891, Стрый, Галиция, Австро-Венгерская империя — 2 мая 1961, Мюнхен, Бавария, ФРГ) — западноукраинский общественный и политический деятель, после эмиграции — немецкий историк и лингвист. В Германии, после прихода к власти Адольфа Гитлера, сотрудничал с национал-социалистами, в годы Великой Отечественной войны курировал немецкое издание Handbuch der Ukraine, послужившее прототипом для написания Энциклопедии украиноведения его ближайшего сподвижника В. М. Кубийовича.

## Биография
Окончил Стрыйскую гимназию. В 1909—1914 гг. изучал философию, физику и математику в Венском университете. В 1915 г. защитил в Вене кандидатскую диссертацию по философии на тему «Теория простора Канта и неевклидова геометрия». Работал ассистентом на кафедре философии индуктивных наук, однако вскоре был призван в армию.
Участник Первой мировой войны, лейтенант, в 1916 г. был тяжело ранен и демобилизован.
В 1918—1919 гг. — государственный секретарь правительства ЗУНР. В 1919 г. переехал в Вену. С 1921 г. в Украинском свободном университете: доцент, с 1925 г. экстраординарный, с 1930 г. — ординарный профессор.
В 1930—1945 гг. — директор Украинского научного института в Берлине (ведущей научно-исследовательской организации, занимавшейся вопросами Украины под эгидой германских правительственных структур).
В годы нацизма Институт готовил публикации по вопросам украинской истории, экономики, этнографии, а также занимался пропагандистскими вопросами и научным обеспечением украинского национального движения. В 1941 г. Институт выпустил «Справочник по Украине», впоследствии дважды переиздававшийся в отредактированном виде в американской зоне оккупации Германии.
По сообщениям польского посольства в Германии, Мирчук не проявлял политической активности. Однако, в документах польской разведки упоминается о демарше Мирчука в Праге 4 мая 1934 г., когда он заявил, что «все украинские националисты — полицейские агенты Германии, Польши и Чехии».
В 1947—1951 гг. ректор, с 1955 г. член генеральной ассамблеи Украинского свободного университета, с 1949 г. — член-корр. Баварской академии наук.

## Сочинения
- (mit P. Werhun) Die Kirche und das östliche Christentum. Berlin, 1930.
- Rom, Byzanz und Moskau im Kampf um die geistige Führung im osteuropäischen Raum. Geistesgeschichtlicher Überblick // Münchener Beiträge zur Slavenkunde, (München), Bd. 6 — 1930.
- Der Messianismus bei den Slaven // Jahrbücher für Kultur und Geschichte der Slaven. Neue Folge 6 (1930). S. 223—238.
- (mit K. Kuypers) Theorie der Geschiedenis. Amsterdam, 1931.
- Christian Wolf und seine Schule in der Ukraine // Forschungen und Fortschritte (Berlin), № 8 — 1932. S. 280—281.
- Die Rolle des Dämonischen bei den Ostslaven // CongHistRel № 19 — 1935.
- Die Grundlagen der Sowjetpädagogik // Bolschewistische Wissenschaft und «Kulturpolitik». Königsberg: Ost-Europa-Verl., 1938. S. 49-76.
- Die Ukraine — Mittlerin westlicher Kultur // Die Aktion (Berlin), № 2 — 1941.
- Handbuch der Ukraine. Leipzig, 1941 (в качестве редактора и автора раздела «Die geistigen Merkmale des ukrainischen Volkes»).
- Die Ukraine und die Juden // Deutsche Post aus dem Osten (Berlin), Januar 1942. S. 4-6.
- Призначення нації // Календар альманах на 1943 рік. Краків-Львів: Українське видавництво, [1942].
- Das Dämonische bei den Russen und Ukrainern // WAN (Augsburg), Bd. VII — 1948.
- Ukraine and its people. Munich, 1949.
- Історично-ідеологічні теорії III Риму // Збірник праць Церковно-Археографічної Комисії Апостолського візитатора українців в Західнії Европi. Мюнхен, 1954.
- «Братання» слов’янських народів на тлi большевицької дійстностi // Український збірник, № 3 — 1955.
- Geschichte der ukrainischen Kultur. München: Isar Verlag, 1957.
- L’Ukraine dans le cadre de l’Est européen. Louvain-Paris, 1957.
- Die Ukrainophilie Rohrbachs // Dem Andenken Paul Rohrbachs: ein Beitrag zur osteuropäischen Problematik. München, 1959. S. 31-40.